# Brezina (přírodní rezervace)
Brezina je přírodní rezervace v oblasti TANAP.
Nachází se v katastrálním území města Vysoké Tatry v okrese Poprad v Prešovském kraji. Území bylo vyhlášeno či novelizováno v roce 1991 na rozloze 1,1600 ha. Ochranné pásmo nebylo stanoveno.